# Osztermájer Gábor
Osztermájer Gábor (1978. március 12. –) magyar labdarúgó, edző, a Paks korábbi vezetőedzője.

## Pályafutása

### Játékosként
Paksi nevelésű játékos. A felnőtt csapatban 1995-ben mutatkozott be. A katonai szolgálata alatt Kecskeméten játszott. 2000-ben kilenc alkalommal szerepelt az élvonalban a Pécsi MFC színeiben. 2001-ben a Bonyhád játékosa volt. 2002-től ismét Pakson szerepelt.

### Edzőként
2011 óta dolgozott a Paksi FC utánpótlás csapatainál. 2019 novemberében Tomiszlav Szivics menesztése után őt nevezték ki a csapat vezetőedzőjévé. Ezt a pozíciót 2020. szeptember 22-ig töltötte be a klubnál.
Edzői statisztika
| Csapat     | –tól              | –ig                  | Statisztika | Statisztika | Statisztika | Statisztika | Statisztika | Statisztika | Statisztika | Statisztika |
| Csapat     | –tól              | –ig                  | M           | GY          | D           | V           | RG          | KG          | GK          | GY %        |
| ---------- | ----------------- | -------------------- | ----------- | ----------- | ----------- | ----------- | ----------- | ----------- | ----------- | ----------- |
| Paksi FC   | 2019. november 5. | 2020. szeptember 22. | 32          | 12          | 9           | 11          | 46          | 45          | +1          | %           |
| Összesítve | Összesítve        | Összesítve           | 32          | 12          | 9           | 11          | 46          | 45          | +1          | %           |

Minden tétmérkőzést számítva
Utolsó elszámolt mérkőzés dátuma: 2020. szeptember 20.